# Thorstein Helstad
Thorstein Helstad, né le 28 avril 1977 à Hamar (Norvège) est un footballeur international norvégien qui évoluait au poste d'attaquant.

## Biographie

### Des débuts précoces
Très connu dans son pays, il a commencé le football à 15 ans au club local de Fart/Vang. Il est très rapidement remarqué par les dirigeants de grands clubs scandinaves et il passe pro dès ses 16 ans, dans le club de Ham-Kam. L'année suivante, il est déjà retenu chez les espoirs, à seulement 17 ans. Dès 1998, il est transféré à Brann où il réalise de jolies prestations alors que le club finit 3e du championnat en 1999 et 2e en 2000. En 2000 et 2001, il reçoit le titre de meilleur buteur de Tippeligaen avec respectivement 17 et 18 buts. À 23 ans, il rentre en équipe nationale. En 2001, il est également nommé meilleur joueur du championnat Norvégien.

### L'expérience mitigée en Autriche
En 2002, il décide d'approcher un grand championnat étranger comme la Bundesliga allemande en passant par une équipe plus modeste, soit l'Austria de Vienne. L’Autriche est alors une bonne antichambre avant d'accéder au championnat Allemand. Mais ses résultats sont assez modestes malgré le triplé qu'il réussit avec le club : championnat, coupe et supercoupe. Il faut dire que lors de ses deux saisons à l'Austria il ne marque que 14 buts en 65 matchs.

### Retour en Norvège: des titres et des records
En 2004, il souhaite retourner au pays. Il est alors suppléé par les champions en titre Norvégiens de Rosenborg. 
À l'intersaison 2006, il décide de quitter Rosenborg, à cause de différents tactiques importants avec le coach, ne trouvant pas sa place ni en 4-4-2, ni en 4-3-3. Le transfert vers Brann est proche des 400 à 500 000€ . Personne dans le pays ne s'y attendait. Il finit la saison 2e avec son club, laissant le titre à son ancien club de Rosenborg, ce qui a pour effet de créer quelques tensions vis-à-vis du joueur.
Champion de Norvège en 2006 et 2007, il est meilleur buteur du championnat en 2007, avec 22 buts en 24 matchs.

### Le Mans FC
À l'intersaison 2007-2008, âgé de 31 ans, il souhaite se donner un nouveau challenge en intégrant le championnat français et en s'engageant pour trois ans avec l'équipe du MUC 72. Il est le troisième international norvégien à rejoindre le MUC après Dan Eggen, et plus récemment Fredrik Strømstad. Il marque son premier but en Ligue 1 le 16 août 2008, à Lille lors de la victoire du MUC 3 buts à 1. Il marque au total 10 buts en championnat pour sa première saison dans la Sarthe ce qui en fait le meilleur buteur du club et très vite le chouchou du public. Malgré une saison  2009-2010 difficile marquée par une descente du club en Ligue 2 et seulement 4 buts inscrits, il décide de rester au Mans pour aider le club à remonter en Ligue 1. En février, il a déjà marqué 15 buts en championnat et grandement aidé Le Mans FC à prendre place sur le podium. Il termine finalement la saison à la 2e place du classement des buteurs de Ligue 2 avec 21 buts mais échoue dans l'opération remontée avec le club Manceau.

### AS Monaco
Alors en fin de contrat dans la Sarthe, il tente une dernière aventure en s'engageant pour deux saisons avec l'AS Monaco, avec le même objectif que lors de sa dernière année au Mans : remonter en Ligue 1. Il a également pour tâche d'encadrer la jeune équipe monégasque. Il perd progressivement sa place dans le onze-type au début de la saison en raison de sa relative lenteur et de ses trop nombreuses occasions ratées. Perdant rapidement la confiance de son entraîneur, Marco Simone, il devient remplaçant disputant en tout et pour tout 8 rencontres seulement durant cette saison (aucun but inscrit). Après cette saison ratée, il résilie son contrat en accord avec les dirigeants monégasques à l'été 2012.

### Lillestrøm SK
Quelques jours après avoir quitté la Principauté, il décide de rentrer au pays et s'engage avec Lillestrøm pour une saison.

## Buts internationaux
| #  | Date             | Lieu                                 | Adversaire          | Résultat | Compétition                        |
| -- | ---------------- | ------------------------------------ | ------------------- | -------- | ---------------------------------- |
| 1  | 16 août 2000     | Stade olympique d'Helsinki, Helsinki | Finlande            | 1–3      | Amical                             |
| 2  | 7 octobre 2000   | Millennium Stadium, Cardiff          | Pays de Galles      | 1–1      | Qualifications Coupe du monde 2002 |
| 3  | 24 janvier 2001  | Hong Kong Stadium, Hong Kong         | Corée du Sud        | 3–2      | Amical                             |
| 4  | 28 février 2001  | Windsor Park, Belfast                | Irlande du Nord     | 4–0      | Amical                             |
| 5  | 28 février 2001  | Windsor Park, Belfast                | Irlande du Nord     | 4–0      | Amical                             |
| 6  | 26 janvier 2003  | Stade de Sharjah, Charjah            | Émirats arabes unis | 1–1      | Amical                             |
| 7  | 8 juin 2005      | Råsunda, Solna                       | Suède               | 3–2      | Amical                             |
| 8  | 12 octobre 2005  | Ullevaal Stadion, Oslo               | Biélorussie         | 1–0      | Qualifications Coupe du monde 2006 |
| 9  | 2 juin 2007      | Ullevaal Stadion, Oslo               | Malte               | 4–0      | Qualifications Euro 2008           |
| 10 | 9 septembre 2009 | Ullevaal Stadion, Oslo               | Macédoine du Nord   | 2–1      | Qualifications Coupe du monde 2010 |

## Statistiques
| Saison      | Club       | Pays   | Championnat | Championnat | Championnat | Championnat  | Championnat  | Coupe d'Europe | Coupe d'Europe | Coupe d'Europe |
| Saison      | Club       | Pays   | Division    | Matchs      | Buts        | Cartons      | Cartons      | Type           | Matchs         | Buts           |
| ----------- | ---------- | ------ | ----------- | ----------- | ----------- | ------------ | ------------ | -------------- | -------------- | -------------- |
| Saison      | Club       | Pays   | Division    | Matchs      | Buts        | Carton jaune | Carton rouge | Type           | Matchs         | Buts           |
| 2008 - 2009 | Le Mans FC | France | Ligue 1     | 32          | 10          | ?            | ?            | -              | -              | -              |
| 2009 - 2010 | Le Mans FC | France | Ligue 1     | 31          | 4           | ?            | ?            | -              | -              | -              |
| 2010 - 2011 | Le Mans FC | France | Ligue 2     | 35          | 21          | ?            | ?            | -              | -              | -              |
| 2011 - 2012 | AS Monaco  | France | Ligue 2     | 6           | 0           | ?            | ?            | -              | -              | -              |

## Palmarès
- Champion de Norvège en 2004, 2006 et 2007
- Champion d'Autriche en 2003
- Vainqueur de la Coupe d'Autriche en 2003
- Vainqueur de la Supercoupe d'Autriche en 2003
- Meilleur buteur du championnat norvégien en 2000, 2001 et 2007
- Élu meilleur joueur norvégien de la saison en 2000 et 2007